# Лауреат
Лауреáт або лавреáт  (від лат. laureatus — увінчаний лаврами) — особа, якій присуджена державна чи міжнародна премія за видатні заслуги, досягнення в літературі, техніці, науці тощо, а також переможець конкурсів (переважно творчих).

## Історія

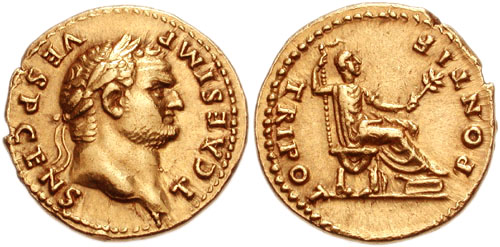
Голови лауреатів на давніх і сучасних монетах. Зверху: Веспасіан, як Цезар (73 р. н.е.); внизу: Наполеон I як імператор (1812)..

Термін «лавреат» виник у Стародавній Греції, де почесним вінком з гілок лавру нагороджувалися переможці будь-яких змагань. Такий же звичай існував в Стародавньому Римі. Звичай нагороджувати переможців лавровим вінком зберігся досі.
У середньовіччі в багатьох країнах Західної Європи термін «лауреат» вживався в тому ж значенні. Наприклад, в 1341 році римський сенат і Паризький університет присудили титул лауреата італійському поетові Ф. Петрарці.
У СРСР лауреатами називали осіб, яким присуджено Ленінську премію, Державну премію СРСР і союзних республік, а також переможців всесоюзних і республіканських конкурсів музикантів, майстрів естради, художнього слова, спортивних змагань.
В Україні лауреатами називають осіб, яким присуджено Державну премію України, або які стали переможцями всеукраїнських творчих конкурсів.